# Atabek Aziszbekov
Atabek Aziszbekov (1995. november 6. –) kirgiz kötöttfogású birkózó. A 2018-as birkózó-világbajnokságon a bronzmérkőzésig jutott 82 kg-os súlycsoportban, szabadfogásban. Kétszeres világbajnoki ezüstérmes birkózó. A 2017-es Belső-Ázsia Játékokon ezüstérmet szerzett 80 kg-ban.

## Sportpályafutása
A 2018-as birkózó-világbajnokságon a bronzmérkőzésig jutott, melyet fehérorosz ellenfele, Viktar Szaszunovszki ellen 5–1-re elvesztett, így ötödik helyen zárta a világbajnokságot.